# Bezzia signata
Bezzia signata är en tvåvingeart som först beskrevs av Johann Wilhelm Meigen 1804.  Bezzia signata ingår i släktet Bezzia och familjen svidknott. Arten är reproducerande i Sverige. Inga underarter finns listade i Catalogue of Life.